# Morti nel 1765
| Questa pagina contiene informazioni ricavate automaticamente dalle voci biografiche con l'ausilio del template Bio e di un bot. L'aggiornamento è periodico e automatico e ricostruisce completamente la pagina. Se manca una persona in questa lista, sei pregato di non aggiungerla, ma accertati piuttosto che la sua voce biografica contenga il template Bio e che i dati anagrafici siano correttamente compilati. Se il template Bio manca, inseriscilo tu stesso o, in alternativa, metti l'avviso {{tmp\|Bio}} che ne segnala la mancanza. Se i dati riportati sono sbagliati, correggi direttamente la voce biografica; le modifiche saranno visibili in questa lista entro pochi giorni. Per chiarimenti vedi il progetto biografie. La lista contiene solo le 95 persone che sono citate nell'enciclopedia e per le quali è stato implementato correttamente il template Bio. Pagina aggiornata al 10 giu 2025. |

## Gennaio(9)
- 1º gennaio - Michele Moncada, religioso italiano (n. 1701)
- 3 gennaio - Francesco Maria Schiaffino, scultore italiano (n. 1689)
- 6 gennaio - Giuseppe Antonini, geografo italiano (n. 1683)
- 6 gennaio - Giovanni Battista Caracciolo, vescovo cattolico, matematico e filosofo italiano (n. 1695)
- 8 gennaio - Charles Bertram, scrittore inglese (n. 1723)
- 8 gennaio - Lorenzo Gaetano Zavateri, compositore e violinista italiano (n. 1690)
- 12 gennaio - Johann Melchior Molter, compositore e violinista tedesco (n. 1696)
- 16 gennaio - Luigi di Hohenlohe-Langenburg, nobile tedesco (n. 1696)
- 22 gennaio - Zheng Xie, pittore cinese (n. 1693)

## Febbraio(8)
- 4 febbraio - Jean-Jacques Blaise d'Abbadie, funzionario francese (n. 1726)
- 4 febbraio - Jean Baptiste Denisart, magistrato francese (n. 1713)
- 4 febbraio - Giacomo Gentili il Giovane, ceramista italiano (n. 1717)
- 5 febbraio - Philipp Josef von Orsini-Rosenberg, nobile, diplomatico e politico austriaco (n. 1691)
- 8 febbraio - Antonio Cugini, architetto italiano (n. 1677)
- 9 febbraio - Elisabetta de Gambarini, compositrice, organista e soprano inglese (n. 1731)
- 10 febbraio - Jean-Baptiste Deshays, pittore francese (n. 1729)
- 23 febbraio - Jean Girard, musicista francese (n. 1696)

## Marzo(7)
- 3 marzo - William Stukeley, antiquario, medico e presbitero inglese (n. 1687)
- 11 marzo - Isaac Walraven, pittore olandese (n. 1686)
- 14 marzo - Francesco Saverio di Hohenzollern-Hechingen, generale e nobile tedesco (n. 1720)
- 17 marzo - Paolo Fontana, architetto italiano (n. 1696)
- 20 marzo - Paolo Rolli, poeta, librettista e letterato italiano (n. 1687)
- 21 marzo - Nicolas-Louis de Lacaille, astronomo francese (n. 1713)
- 31 marzo - Anna Constantia von Brockdorff, nobildonna tedesca (n. 1680)

## Aprile(8)
- 5 aprile - Cornelio Caprara, cardinale italiano (n. 1703)
- 5 aprile - Edward Young, poeta britannico (n. 1683)
- 9 aprile - Maria Luisa d'Assia-Kassel, nobildonna (n. 1688)
- 15 aprile - Elisabetta Alessandrina di Borbone-Condé, nobile francese (n. 1705)
- 15 aprile - Michail Vasil'evič Lomonosov, scienziato e linguista russo (n. 1711)
- 20 aprile - Prospero Colonna di Sciarra, cardinale italiano (n. 1707)
- 22 aprile - Carlo Lodi, pittore italiano (n. 1701)
- 29 aprile - Giovanni Claudio Fromond, matematico, fisico e filosofo italiano (n. 1703)

## Maggio(5)
- 3 maggio - Paolo Maria Parrino, presbitero, letterato e storico italiano (n. 1711)
- 4 maggio - Heinrich Sigismund von der Heyde, generale prussiano (n. 1703)
- 17 maggio - Alexis Clairault, matematico e astronomo francese (n. 1713)
- 17 maggio - John Vardy, architetto inglese (n. 1718)
- 18 maggio - Vittorio Federico di Anhalt-Bernburg, principe tedesco (n. 1700)

## Giugno(6)
- 6 giugno - Maria Carlotta Antonia di Schleswig-Holstein-Sonderburg-Wiesenburg, nobildonna tedesca (n. 1718)
- 13 giugno - Charles-François Panard, poeta e drammaturgo francese (n. 1689)
- 18 giugno - Ferenc Barkóczy, arcivescovo cattolico ungherese (n. 1710)
- 20 giugno - Andrew Rollo, V lord Rollo, generale e nobile britannico (n. 1703)
- 23 giugno - Aleksej Antropov, pittore russo (n. 1716)
- 29 giugno - François Barreau de Chefdeville, architetto francese (n. 1725)

## Luglio(4)
- 15 luglio - Charles-André van Loo, pittore francese (n. 1705)
- 18 luglio - Filippo I di Parma, nobile spagnolo (n. 1720)
- 22 luglio - Carl Alexander Clerck, entomologo e aracnologo svedese (n. 1709)
- 23 luglio - Köse Bahir Mustafa Pascià, politico ottomano

## Agosto(3)
- 18 agosto - Francesco I di Lorena, imperatore (n. 1708)
- 19 agosto - Axel Fredrik Cronstedt, chimico e mineralogista svedese (n. 1722)
- 30 agosto - Friedrich Wilhelm von Haugwitz, politico austriaco (n. 1702)

## Settembre(6)
- 5 settembre - Anne-Claude-Philippe de Tubières, conte di Caylus, archeologo, pittore e antiquario francese (n. 1692)
- 10 settembre - Pietro Francesco Bussi, cardinale italiano (n. 1684)
- 10 settembre - Cesare Crescenzio de Angelis, vescovo cattolico italiano (n. 1705)
- 25 settembre - Richard Pococke, vescovo anglicano, viaggiatore e antropologo inglese (n. 1704)
- 26 settembre - Jean-Baptiste Bénard de la Harpe, esploratore francese (n. 1683)
- 28 settembre - Giampietro Zanotti, pittore, storico dell'arte e poeta italiano (n. 1674)

## Ottobre(8)
- 6 ottobre - Giuseppe Candido Agudio, religioso e letterato italiano (n. 1698)
- 10 ottobre - Lionel Sackville, I duca di Dorset, politico inglese (n. 1688)
- 19 ottobre - Amalie von Wallmoden, nobildonna tedesca (n. 1704)
- 21 ottobre - Giovanni Paolo Pannini, pittore, architetto e scenografo italiano (n. 1691)
- 26 ottobre - Lajos Batthyány, politico ungherese (n. 1696)
- 27 ottobre - Théobald Michau, pittore e disegnatore fiammingo (n. 1676)
- 31 ottobre - Guglielmo, duca di Cumberland, generale britannico (n. 1721)
- 31 ottobre - Olivio Sozzi, pittore italiano (n. 1690)

## Novembre(5)
- 9 novembre - Bartolomeo Gradenigo, arcivescovo cattolico italiano
- 13 novembre - Sofia Dorotea di Prussia, principessa prussiana (n. 1719)
- 19 novembre - Giammaria Mazzuchelli, letterato, bibliografo e storico della letteratura italiano (n. 1707)
- 27 novembre - Odoardo Corsini, religioso, matematico e filosofo italiano (n. 1702)
- 29 novembre - Anselmo Lurago, architetto italiano (n. 1701)

## Dicembre(7)
- 1º dicembre - Jean-Baptiste-Louis Crevier, letterato e storico francese (n. 1693)
- 5 dicembre - Giovanni Ambrogio Bertrandi, anatomista e chirurgo italiano (n. 1723)
- 20 dicembre - Luigi Ferdinando di Borbone-Francia, principe francese (n. 1729)
- 25 dicembre - Václav Prokop Diviš, presbitero, teologo e scienziato ceco (n. 1698)
- 25 dicembre - Antonio Tonelli, compositore e violoncellista italiano (n. 1686)
- 29 dicembre - Federico Guglielmo di Hannover, principe inglese (n. 1750)
- 29 dicembre - Jean Baptiste Ladvocat, abate francese (n. 1709)

## Senza giorno specificato(19)
- Joseph Broussard, patriota canadese (n. 1702)
- Martino Buonocore, ingegnere, architetto e decoratore italiano (n. 1680)
- Alessandro Calegari, scultore italiano (n. 1699)
- Pietro Chiarini, compositore italiano
- Nicola Coleti, storico e presbitero italiano (n. 1680)
- Antoine Joseph Dezallier d'Argenville, naturalista francese (n. 1680)
- Johann Lorenz Gasser, anatomista austriaco (n. 1723)
- Ayagawa Gorōji, lottatore di sumo giapponese (n. 1703)
- Ercole Graziani, pittore italiano (n. 1688)
- Sybilla Gronamann, soprano tedesco (n. 1720)
- Pietro Guarienti, pittore e storico dell'arte italiano
- Gottfried Hensel, linguista tedesco (n. 1687)
- James MacArdell, incisore irlandese (n. 1729)
- Orazio Pollarolo iuniore, compositore e organista italiano
- Joannes Hyacinth Rottenburgh, belga (n. 1672)
- Sergej Vasil'evič Saltykov, diplomatico russo (n. 1726)
- Vincenzo Sinatra, architetto italiano (n. 1707)
- René-Josué Valin, giurista francese (n. 1695)
- Muhammad ibn Sa'ud, emiro saudita (n. 1687)